# 浅黄马先蒿多枝亚种
浅黄马先蒿多枝亚种（学名：Pedicularis lutescens sp. ramosa）为玄参科马先蒿属下的一个亚种。

## 扩展阅读
- 維基物種上的相關：浅黄马先蒿多枝亚种